# Tlatilpa
Tlatilpa är en ort i Mexiko.   Den ligger i kommunen Soledad Atzompa och delstaten Veracruz, i den sydöstra delen av landet, 220 km öster om huvudstaden Mexico City. Tlatilpa ligger 2 225 meter över havet och antalet invånare är 1 078.
Terrängen runt Tlatilpa är bergig norrut, men söderut är den kuperad. Runt Tlatilpa är det ganska tätbefolkat, med 93 invånare per kvadratkilometer. Närmaste större samhälle är Orizaba, 13,9 km norr om Tlatilpa. I omgivningarna runt Tlatilpa växer i huvudsak blandskog.